# Интерлеукин 5
Интерлеукин 5 (ИЛ-5) је интерлеукин кога луче помоћнички Т2 лимфоцити и мастоцити. Делује на еозинофилне леукоците и изазива зазревање и диференцијацију) незрелих и актицавију „зрелих“ еозинофилних леукоцита. Такође активише и Б лимфоците и подстиче их да стварају имуноглобулине (поседно имуноглобулине класе Е и имуноглобулина класе А).

## Дејство
ИЛ-5 игра битну улогу у активацији и диференцијацији еозинофилних леукоцита. Дејства ИЛ-5 усклађена су са дејством ИЛ-4, кога такође луче помоћнички Т2 лимфоцити. ИЛ-4 и ИЛ-5 индукују стварање антитела класе Е из Б лимфоцита, која су битна за одбрану од паразитарних инфекција, али и за настанак неких алергијских реакција. Ова антитела се везују за антигене на површини паразита, а својим другим крајем за еозинофилне леукоцита (који се акумулирају под дејством ИЛ-5), што доводи до активације еозинофила и елиминације паразита.
Под утицајем ИЛ-5 долази и до активације Б-лимфоцита, као и стварања антитела класе А.